# Guadalupe Victoria, Gómez Farías
Guadalupe Victoria är en ort i Mexiko.   Den ligger i kommunen Gómez Farías och delstaten Tamaulipas, i den centrala delen av landet, 400 km norr om huvudstaden Mexico City. Guadalupe Victoria ligger 85 meter över havet och antalet invånare är 361.
Terrängen runt Guadalupe Victoria är huvudsakligen platt, men åt sydväst är den kuperad. Runt Guadalupe Victoria är det ganska tätbefolkat, med 65 invånare per kvadratkilometer. Närmaste större samhälle är Ciudad Mante, 14,5 km sydost om Guadalupe Victoria. Omgivningarna runt Guadalupe Victoria är en mosaik av jordbruksmark och naturlig växtlighet.